# Stigmatomma pluto
Stigmatomma pluto es una especie de hormiga del género Stigmatomma, familia Formicidae. Fue descrita científicamente por Gotwald & Lévieux en 1972.
Se distribuye por Gabón, Costa de Marfil y Nigeria. Se ha encontrado a elevaciones de hasta 870 metros. Vive en la superficie del suelo.